# Karasín
Karasín (v místním nářečí Karasejn, německy Karasein) je vesnice, část města Bystřice nad Pernštejnem v okrese Žďár nad Sázavou. Nachází se asi 4,5 km na sever od Bystřice nad Pernštejnem. V roce 2009 zde bylo evidováno 60 adres. V roce 2001 zde trvale žilo 82 obyvatel. Vesnice je součástí stejnojmenného katastrálního území o rozloze 7,26 km2.

## Historie
Nejvýše položená obec Bystřicka patřila v letech 1500–1588 Pernštejnům, poté náležela převážně k panství bystřickému. Dne 7. září 1895 zachvátil Karasín velký požár, který zničil celou obec mimo dvou domů (Horníčkův statek čp 8 a Škrdlíkova chaloupka čp 25). Během požáru zemřeli 2 lidé. Hrabě Mitrovský hned druhý den po požáru daroval postiženým dřevo, nechal do obce dovážet chléb a na obnovu přispěl částkou 500 zlatých. Dalších 3600 zlatých vynesly sbírky. Hned v následujícím roce byl v Karasíně založen hasičský sbor. Od roku 1960 patřila osada pod obec Ždánice, od roku 1980 je součástí Bystřice nad Pernštejnem.

## Pamětihodnosti

### Myslivna
Myslivna čp 3 stojí při hlavní silnici na horním konci obce. Narodil se v ní František Slavíček (1807) a později Gustav Pfleger Moravský (1833). Při oslavách 50. výročí jeho narození, 29.7.1883, byla na budovu hájovny umístěna pamětní deska, která připomíná narození osoby přínosné pro literaturu a kulturu. V květnu 1926 přišel z Bohuňova do Karasína mladý učitel Josef Věromír Pleva a bydlel tu ve stejné myslivně. Na jaře následujícího roku právě zde napsal svůj první román Eskorta (vyšel roku 1929).

### Rozhledna Karasín
Na východním okraji obce se nachází 28 m vysoká zděná rozhledna z roku 2002 s vyhlídkovou plošinou ve výšce 25 m. Rozhledna je součástí sportovně rehabilitačního areálu.

## Fotogalerie

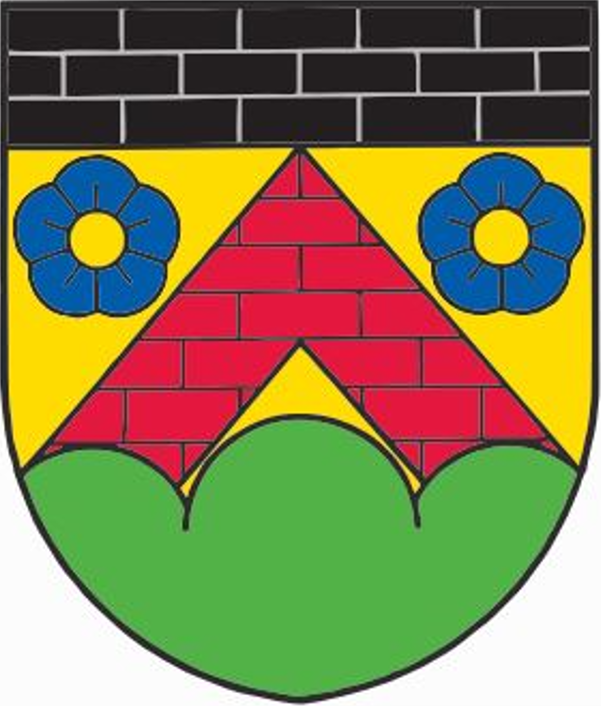
Znak
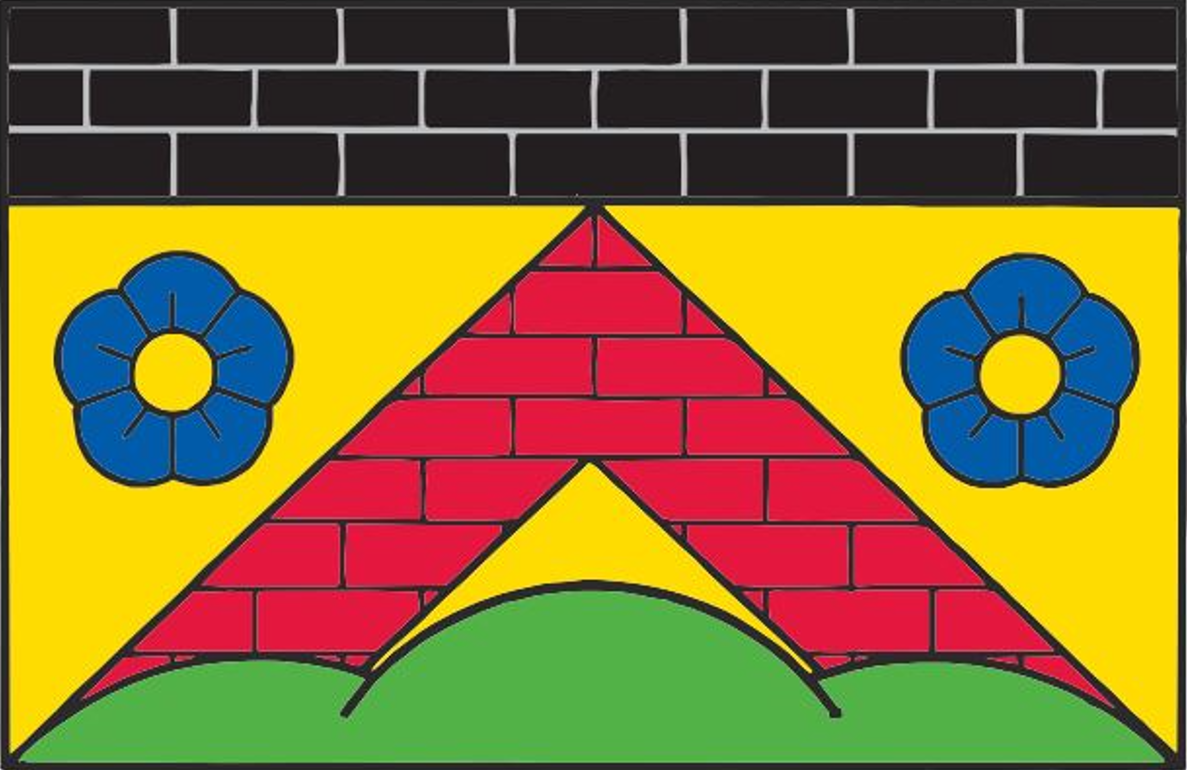
Vlajka